# Afrodita Sosandra

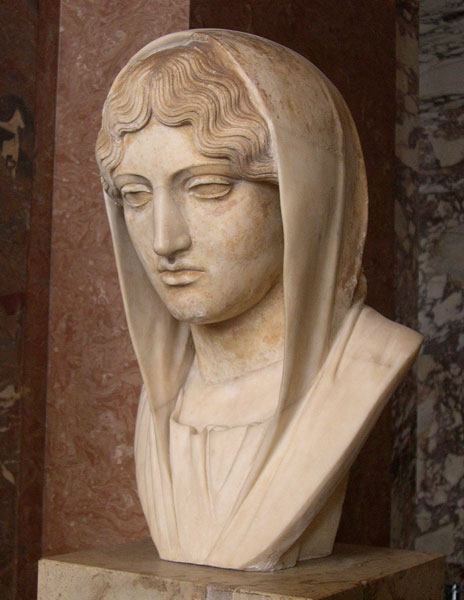
El bust del Louvre

Afrodita Sosandra ('salvadora dels homes') és una escultura de bronze realitzada per Calamis ca. 460 ae, de la qual només es conserven còpies en marbre d'època romana. La millor, possiblement, n'és la conservada al Museu Arqueològic Nacional de Nàpols datable del segle II de.
Llucià indica la presència d'aquesta estàtua en l'accés al Propileu de l'Acròpoli d'Atenes, i en subratlla el somriure "pur i venerable".
Es coneixen una vintena de còpies de marbre d'època romana d'aquesta obra, entre les quals destaca un cos sense cap i un bust al Louvre, i un fragment de cap a l'Antiquarium del Palatí de Roma. L'estàtua napolitana es trobà a Baiae en un estat sense polir. Una altra se'n conserva al Museu de Pèrgam de Berlín.

## Descripció i estil
La dea Afrodita apareix embolicada en un mantell, fins i tot sobre el cap, que cau amb estudiats plecs, mentre que als peus es veu la vora d'una túnica més lleugera, amb plecs més fins, dels quals sorgeix el calçat. Es tracta d'un dels exemples més famosos d'escultura grega d'estil sever, que tendeix a la composició de l'expressió del rostre i sobretot de la vestidura que embolcalla tota la figura, cegant-ne completament l'anatomia i deixant que la llum llisque suaument sota els amples plans del teixit.
Luigi Lanzi remarcà "la verecondia i il sorriso" del seu bell rostre oval. Les fonts antigues destaquen el pudor i la puresa, que revelen per primera vegada una introspecció psicològica.